# Vaccinium myrtillus
O Vaccinium myrtillus, popularmente conhecido como mirtilo, é um arbusto que pertence à família Ericaceae (família da azálea, rododendro, medronho). Em Portugal, além da denominação mirtilo, é também conhecido como  ou arando e uva-do-monte.
As plantas são arbustos de pequeno porte nativos da Eurásia e que também crescem em sub-bosques das florestas temperadas na Europa. Existe também o mirtilo americano, uma espécie nativa da América do Norte. É uma planta arbustiva, o fruto é uma baga que quando maduro adquire a coloração azul arroxeada, de tamanho pequeno, de sabor doce-ácido. Esta planta adapta-se bem ao clima temperado.

## Cultivo

### No Brasil
A Embrapa introduziu o mirtilo no sul do Brasil em 1983, trata-se de algumas variedades cultivadas na Europa em regiões nas quais o inverno é bastante rigoroso, daí a dificuldade em cultivá-las no país, apenas conseguido de forma satisfatória no sul do Brasil, nas serras de nordeste do estado do Rio Grande do Sul e em cidades planálticas, visto que o planalto catarinense ou meridional se encontra na zona subtropical e a uma altitude média de 1000m. Cidades catarinenses como São Joaquim, Bom Jardim da Serra, Urupema e Itá (Fazenda NiceBerry), já estão introduzindo o fruto com sucesso, pois as temperaturas anuais destes logradouros encontram-se entre as mais baixas de todo o Brasil, com média de 11 °C a 13 °C anuais. No estado do Rio Grande do Sul, estas estão sendo inseridas, nas cidades mais altas das serras de nordeste do estado, e em cidades com altitudes entre 900 a 1200 m, tais como: São José dos Ausentes, Bom Jesus, Vacaria, Cambará do Sul, Jaquirana e São Francisco de Paula, visto, que apesar de serem altas e frias o ano inteiro, também possuem solo muito fértil e uma boa distribuição de chuva durante o ano todo.

### Em Portugal

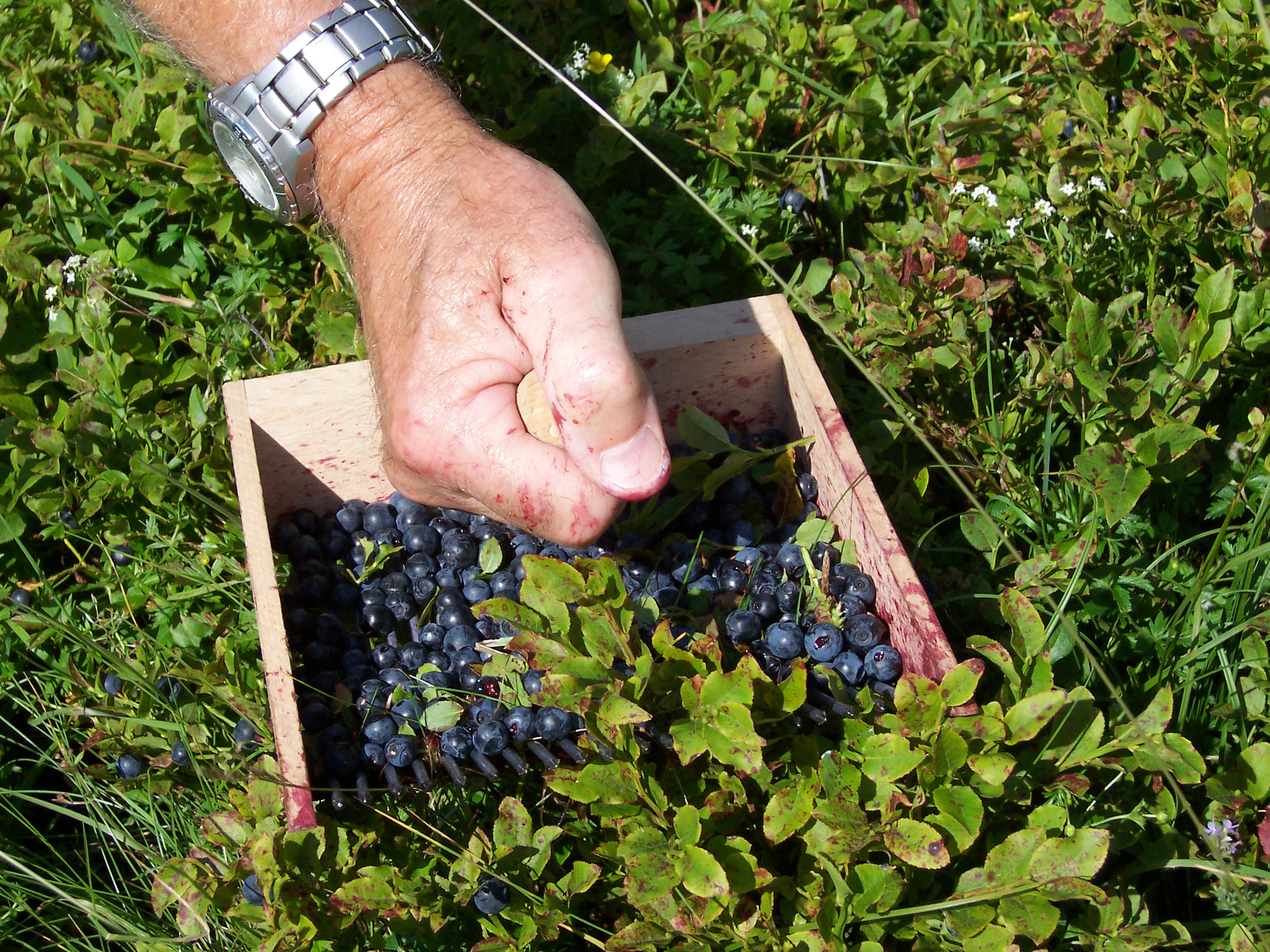
colheita de mirtilos

Em Portugal cresce espontaneamente no Norte do país — Minho, Trás-os-Montes e na Serra da Estrela.
O concelho de Sever do Vouga introduziu, por acção de um estudo de uma fundação holandesa, a variante americana desta planta em 1986 quando não existia em Portugal nenhuma plantação com fins agrícolas desta espécie, sendo na época a colheita de plantas silvestres delimitada às regiões do Gerês e Montalegre. 
No Arquipélago da Madeira, o mirtilo local cresce a altitudes acima dos 700 metros e tem sido usado na alimentação e bebidas alcoólicas das ilhas.
Em 2012 segundo a ANPM, a cultura do mirtilo encontrava-se já bastante difundida em todo o território nacional, a sua exploração com fins comerciais tendo crescido 700%. Acima de 90% da produção nacional destinava-se à exportação, contribuindo assim o mercado de consumo nacional, com uma percentagem mínima. Em 2019 continuava a ser um setor da agricultura biológica emergente com as cultivares americanas Northern Highbush e Southern Highbush as mais difundidas.
O sucesso do cultivo do mirtilo deve-se em parte, ao solo e água com um clima muito adequado que permite colher ao longo de muitos meses do ano com uma enorme qualidade.
Embora a framboesa seja o fruto vermelho mais exportado em Portugal, o mirtilo continua a ser um alimento biológico de grande crescimento na exportação, especialmente para o resto da Europa. Os maiores importadores de mirtilo português têm sido a França, Holanda e Bélgica.

## Etimologia

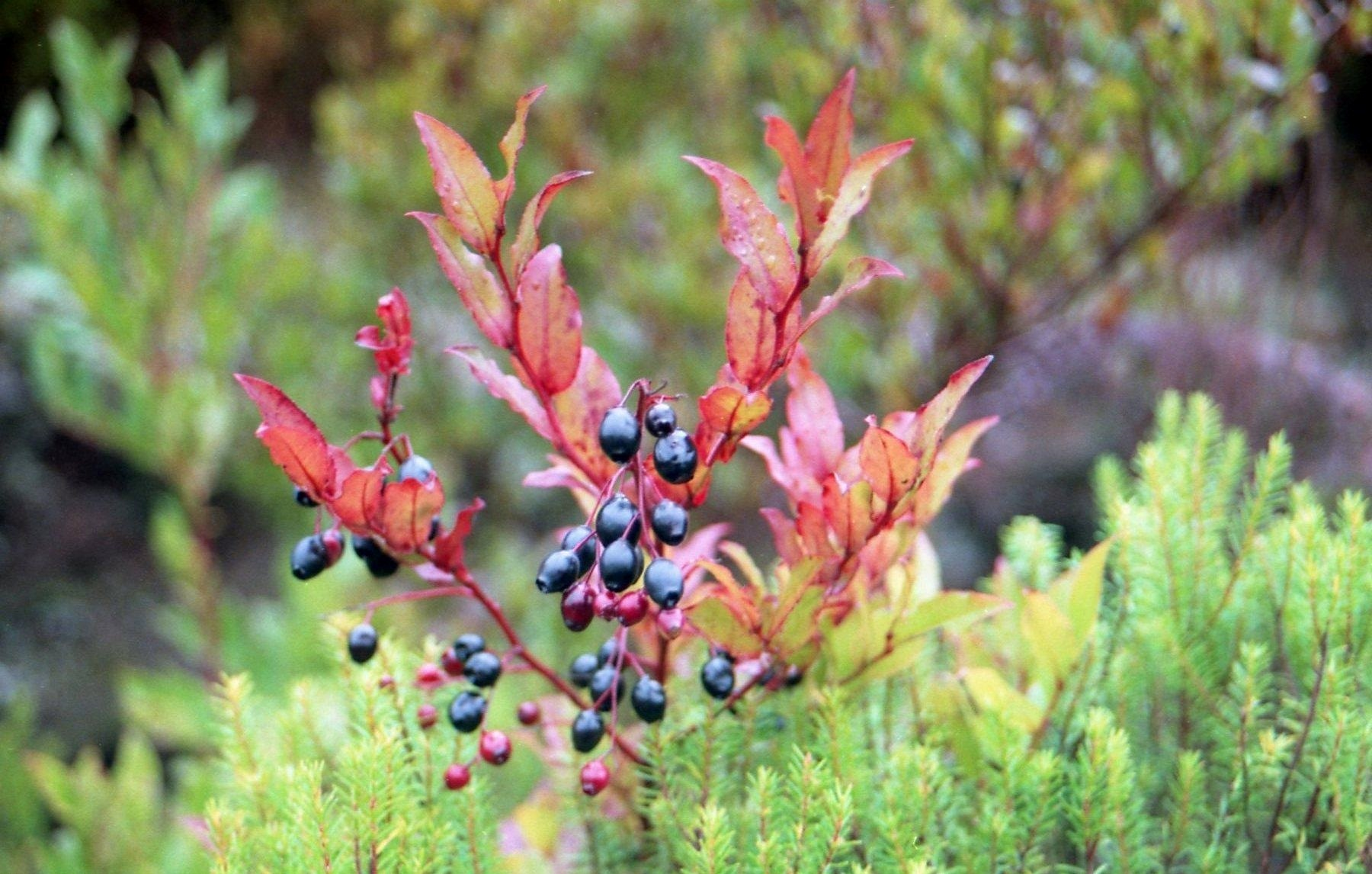
Uveira, mirtilo nativo da Madeira (vaccinium padifolium)

O mirtilo (do Latim  myrtillus) em Portugal Continental (e na Galiza) é também popularmente conhecido como arando, fruto silvestre da arandeira (do Celta aran, cruzado com o Latim tardio rodandărum) ou ainda uva-do-monte ou airela (possívelmente do Provençal aire).
Tende a diferenciar-se atualmente o arando-(vermelho)(Vaccinium vitis-idaea) do mirtilo para fins comerciais, embora as duas variedades sejam fortemente aparentadas.
Nas Ilhas da Madeira, a variedade local (Vaccinium padifolium) é conhecida como uva-da-serra ou uveira. As bagas são usadas em compota e licor.

## Uso medicinal

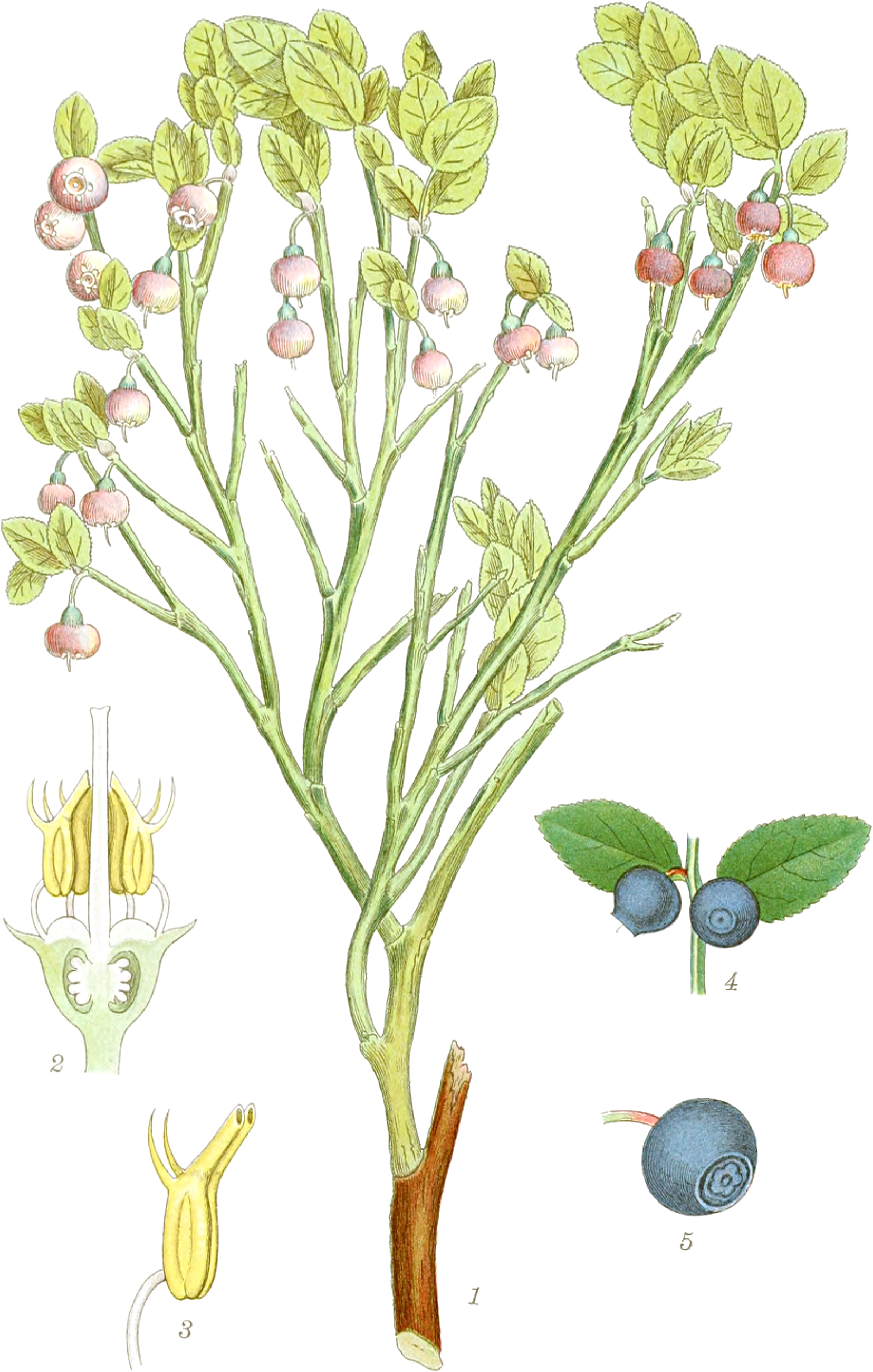
Mirtilo, ilustração de 1917

O mirtilo já era um fruto utilizado pelo Homem desde o século XVI, principalmente devido às suas propriedades antioxidantes e antibacterianas. Esta pequena baga está no topo dos alimentos com maior teor de antioxidantes e é rico em fibra, vitaminas A, B e C e sais minerais (Mg, Ca, P, Fe, Z, Se, Mn, L).
Atua em casos de diarreias graves. Embora a medida principal para o tratamento de diarreia seja a hidratação imediata. Indicado para ação local no alívio de inflamações na boca e catarros. Já foi muito utilizado contra febres. É atribuída à mirtilina a ação antibacteriana, sendo atualmente aceita como tratamento para infecção urinária baixa de repetição, principalmente em forma de suco.
Mirtilo é uma planta que trabalha bem na restauração da pequena circulação e por isto é usada em retinopatia diabética, falta de perfusão renal e pé diabético.
Pesquisas recentes mostram que o mirtilo também é eficaz no combate aos radicais livres e ao colesterol ruim no organismos.
A folha também tem sido utilizada na medicina tradicional para tratar diferentes doenças como o diabetes. O instituto americano, National Institutes of Health, o reconhece como "possivelmente efetivo para problemas na retina de pessoas com diabetes ou pressão sanguínea alta".

## Uso culinário
Além do consumo ao natural, o mirtilo é usado em compota, geleias, doces, vinhos, bolos, panquecas, muffins, muesli etc.

## Produção mundial
| País                                     | Produção em 2018 (toneladas anuais) |
| ---------------------------------------- | ----------------------------------- |
| Estados Unidos                           | 255.050                             |
| Canadá                                   | 164.205                             |
| Peru                                     | 94.805                              |
| Espanha                                  | 43.516                              |
| México                                   | 40.251                              |
| Polónia                                  | 25.301                              |
| Alemanha                                 | 12.764                              |
| Portugal                                 | 10.638                              |
| Países Baixos                            | 10.257                              |
| França                                   | 9.127                               |
| Fonte: Food and Agriculture Organization |                                     |